# Петерсон дос Сантос
Петерсон дос Сантос (порт. Peterson dos Santos; Феира де Сантана, 31. март 1991) је бразилски атлетичар који се такмичи у дисциплини трчања на 400 метара. Као члан бразилске штафете 4 х 400 метара учествовао је на Олимпијским играма 2016. са којом је у финалу освојио 8 место.